# Кустанович, Дмитрий Александрович
Дми́трий Алекса́ндрович Кустано́вич (род. 29 марта 1970 года, Минск, СССР) — известный белорусский и российский художник-пейзажист, основоположник «пространственного реализма».
Кустанович, прежде всего, известен своими пейзажами, выполненными в технике масляной графики.

## Биография
Дмитрий Кустанович родился в Минске в 1970 году. Получил музыкальное образование. По мнению кандидата искусствоведения Елены Прилашкевич, музыкальное образование оказало заметное влияние на стиль художника.
Кустанович занялся живописью в 1990 году.
В 1995 году была проведена первая выставка работ художника в Белоруссии. В последующие несколько лет Кустанович приобретает мировую известность; его работы выставляются в галереях Португалии, Германии, Франции и других стран.
В 2006 году художник переехал в Санкт-Петербург.
В 2008 году Кустанович участвует в художественной выставке в Государственной Думе Российской Федерации.
В 2009 году художнику присвоено звание академика Академии изобразительных искусств и дизайна.
В июне 2010 года в Санкт-Петербурге открылась персональная галерея живописи Дмитрия Кустановича.

## Критика
По мнению искусствоведа Майи Штольц, характерная особенность стиля живописи Дмитрия Кустановича заключается в том, что изображаемое в пределах одной плоскости и в рамках реалистического метода пространство за счет выразительных средств живописи приобретает эффект трехмерности и динамичности. Виталий Третьяков также отметил «образную глубину» работ художника. Его картины наполнены «физическим ощущением света», пронизаны «музыкой, солнечным светом и лёгким воздухом». Техника Кустановича отличается широким использованием мастихина для создания объемной, многослойной картины.
По мнению руководителя Фонда свободного русского современного искусства Георгия Михайлова, Кустанович нашел новую манеру штриха в графике, и «он уже только одним этим войдет в историю».
В 2012 году режиссёр Пётр Солдатенков представил документальный фильм о Дмитрии Кустановиче — «Я люблю». Фильм был отмечен дипломом Международного кинофестиваля «Невский Благовест».

## Работы
Известные серии работ Дмитрия Кустановича:
- «Городские дожди»
- «Бабочки»
- «Стекло»
- «Памяти отца»
- «Русское»
- «Лес»
- «Петербургские дворики»
- «Сны на Неве»
- «Фактура кино»
- «Этюды за рулем»
- «Торжество православия»
- «Александро-Невская лавра»
- «Эстетика глобализма»
- «Женские образы»
- «Моя маленькая родина — Беларусь»

## Выставки
Работы Дмитрия Кустановича были представлены на более чем 90 выставках, в том числе:
- «Constancia» (1999, Португалия)
- Галерея «Brey» (2001, Германия)
- Галерея «Rauber» (2001, Германия)
- Государственный музей истории белорусской литературы, Белорусский комитет международного совета музеев «ICOM» (2002, Беларусь)
- «Elastogran» (2002, Германия)
- Представительство ООН в Беларуси (2003, Беларусь)
- «Les couleurs vives de la Russie Blanche», галерея «Art et Actualite» (2005, Франция)
- BelaRussian Art Gallery Kartina (2005, Нидерланды)
- Севастопольский вернисаж (2006, Украина)
- Галерея Третьякова (2006—2008, Россия)
- «Хрустальный город», «Русская галерея» (2007, Литва)
- Международная биеннале современного искусства «Диалоги» (2007, Россия)
- Государственная дума Российской Федерации (2008, Россия)
- Центральный выставочный зал «Манеж» (2009, Россия).
- Международная выставка «Мира творцы», Центральный дом художника (2009—2010, Россия)
- Смольный собор (2009—2014, Россия)[22]
- Галерея на Моховой (2010, Россия)
- Государственный музей «Выборгский замок» (2010, Россия)
- Выставка выдающихся художников современности. Национальное собрание Республики Беларусь и Секретариат Совета Межпарламентской Ассамблеи государств, Таврический дворец (2014, Россия)
- Лувр (2015, Франция)[38].
- 18-й Международный Художественный Салон «АРТ Пермь» (2016, Россия)
- 19-й Московский Международный Художественный Салон «ЦДХ-2016» (2016, Россия)
- Х-й Юбилейный Международный фестиваль искусств «Традиции и современность», Центральный Манеж (2016, Россия).

## Награды
- Медаль «Талант и призвание»[4][12]
- Грамота Митрополита Санкт-Петербургского и Ладожского Владимира в Благословение за усердные труды во славу Святой Церкви и в связи с 300-летием Свято-Троицкой Александро-Невской Лавры города Санкт-Петербурга"[1].

## Галерея

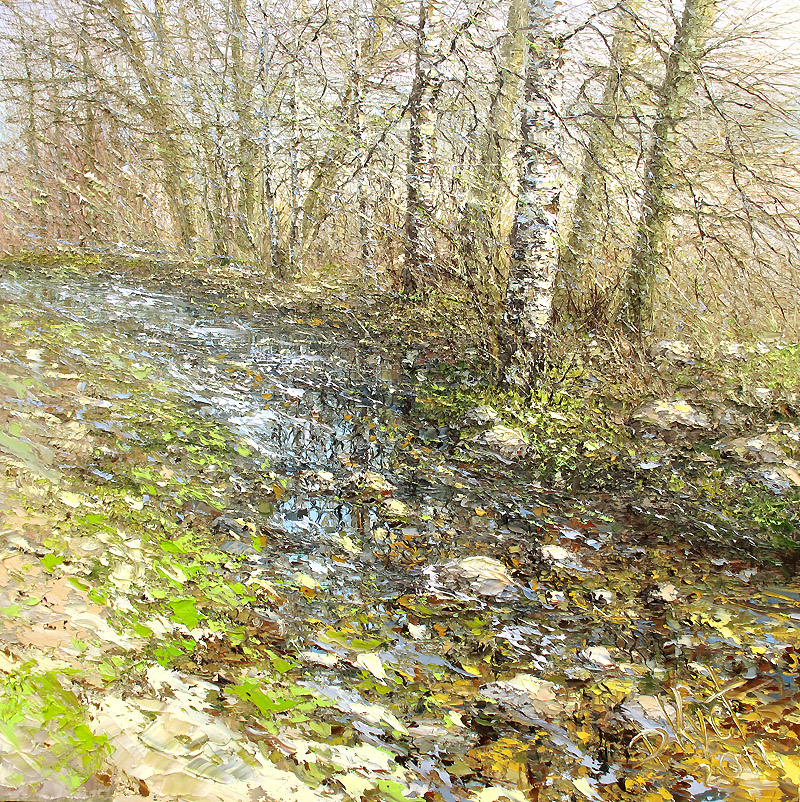
Весенний ручей. Холст, масло, 2011. Галерея Кустановича
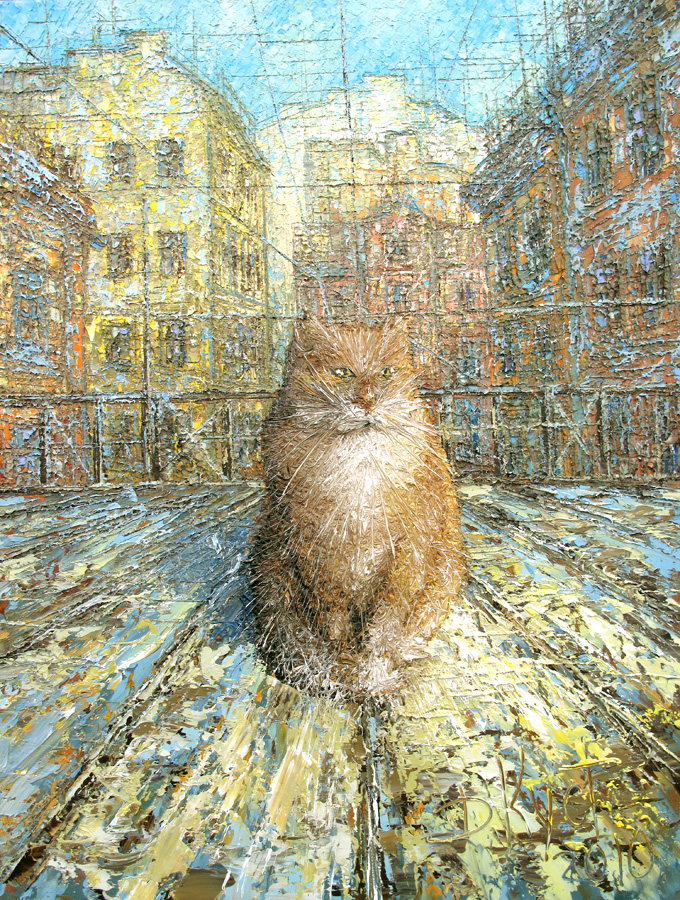
Рыжий питерский кот. Холст, масло, 2010. Галерея Кустановича
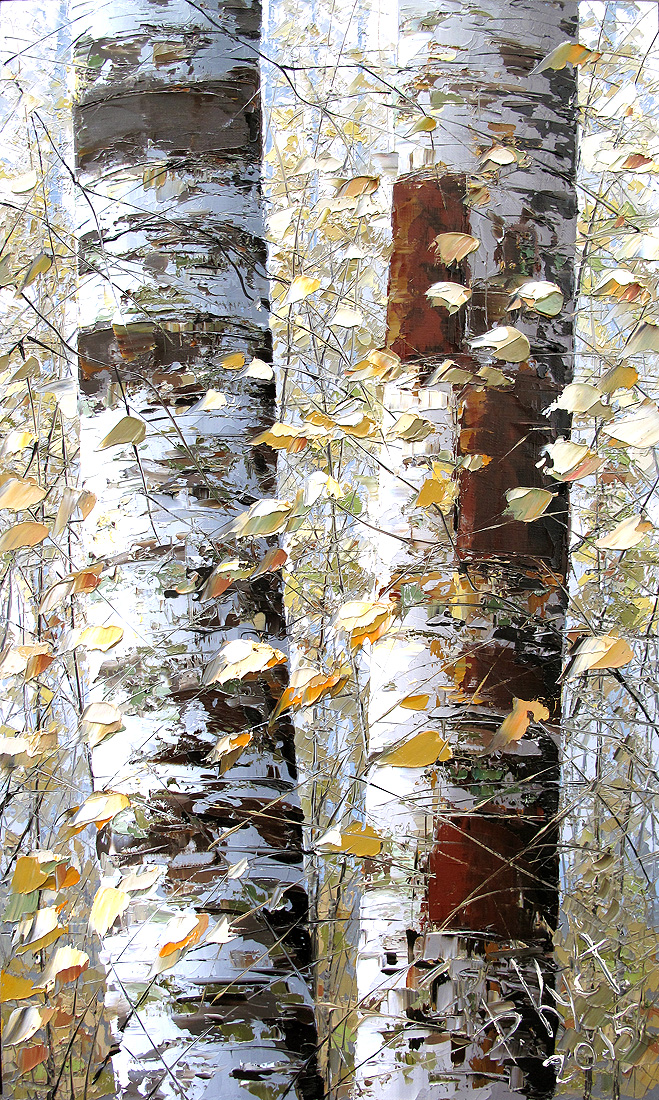
Осенние березы. Холст, масло, 2015. Галерея Кустановича
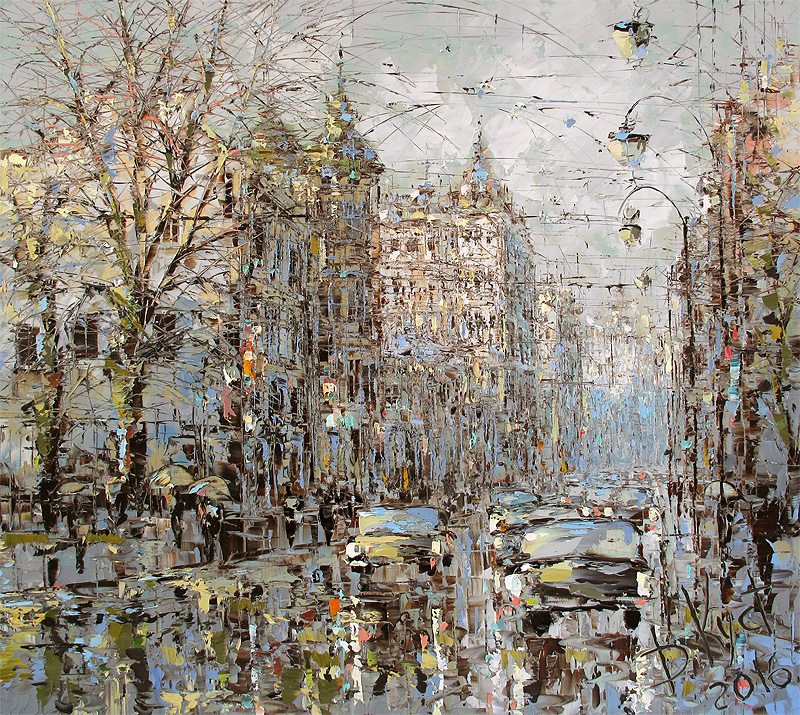
Ранняя весна в Петербурге. Холст, масло, 2016. Галерея Кустановича